# Snowbasin
Snowbasin è una stazione sciistica statunitense situata nello Utah. La località si trova sui Monti Wasatch, nella Contea di Weber, 53 km a nord-est di Salt Lake City. È una delle più longeve località sciistiche del Nord America e ha ospitato le gare di Sci alpino ai XIX Giochi olimpici invernali nel 2002. Ospiterà le stesse discipline ai XXVII Giochi olimpici invernali in programma nel 2034.

## Caratteristiche
Le piste sciistiche si trovano alle pendici del Monte Ogden, da una quota di 1948m s.l.m. fino ad arrivare ai 2850 m s.l.m. dell'Allen Peak, altitudine di partenza delle gare olimpiche di discesa libera maschile, che può essere raggiunto tramite una piccola funivia a 15 posti costruita appositamente in occasione dei Giochi.
Come le altre località sciistiche dei Monti Wasatch, gode di un'elevata quantità media d'innevamento annuale grazie al Lake-effect snow del Great Salt Lake, che si stima fino ai 300 in (7.6m).